# (34050) 2000 OU36
2000 OU36 (asteroide 34050) é um asteroide da cintura principal. Possui uma excentricidade de 0.15017550 e uma inclinação de 11.65254º.
Este asteroide foi descoberto no dia 30 de julho de 2000 por LINEAR em Socorro.